# 현대하이카다이렉트자동차보험
현대하이카다이렉트자동차보험은 현대해상화재보험이 전액 출자하여 설립된 온라인 자동차보험회사로 2015년 모회사인 현대해상화재보험에 흡수합병되었다.

## 연혁
- 2005.12 현대하이카다이렉트자동차보험 설립
- 2006.2 서울시 영등포구 당산동 3가로 본사 이전
- 2014.4 현대하이카다이렉트손해보험으로 사명 변경
- 2015.7 모회사인 현대해상화재보험에 흡수합병